# Inibidor da araquidonato 5-lipoxigenase
Os inibidores da araquidonato 5-lipoxigenase são compostos capazes de reduzir ou bloquear a ação da enzima  araquidonato 5-lipoxigenase (5-LOX), responsável por produção de leucotrienos. A superprodução de leucotrienos é uma das causas majoritárias de inflamação em pacientes com asma e rinite alérgica.
Dentre os inibidores de 5-LOX encontram-se o  meclofenamato de sódio  e o zileuton.
Algumas substâncias encontradas em quantidades mínimas na alimentação e em suplementos alimentares também são capazes de inibir a 5-LOX,  tais como  ácido cafeico, curcumina, hiperforina e erva-de-são-joão.